# Bài thuyết giáo

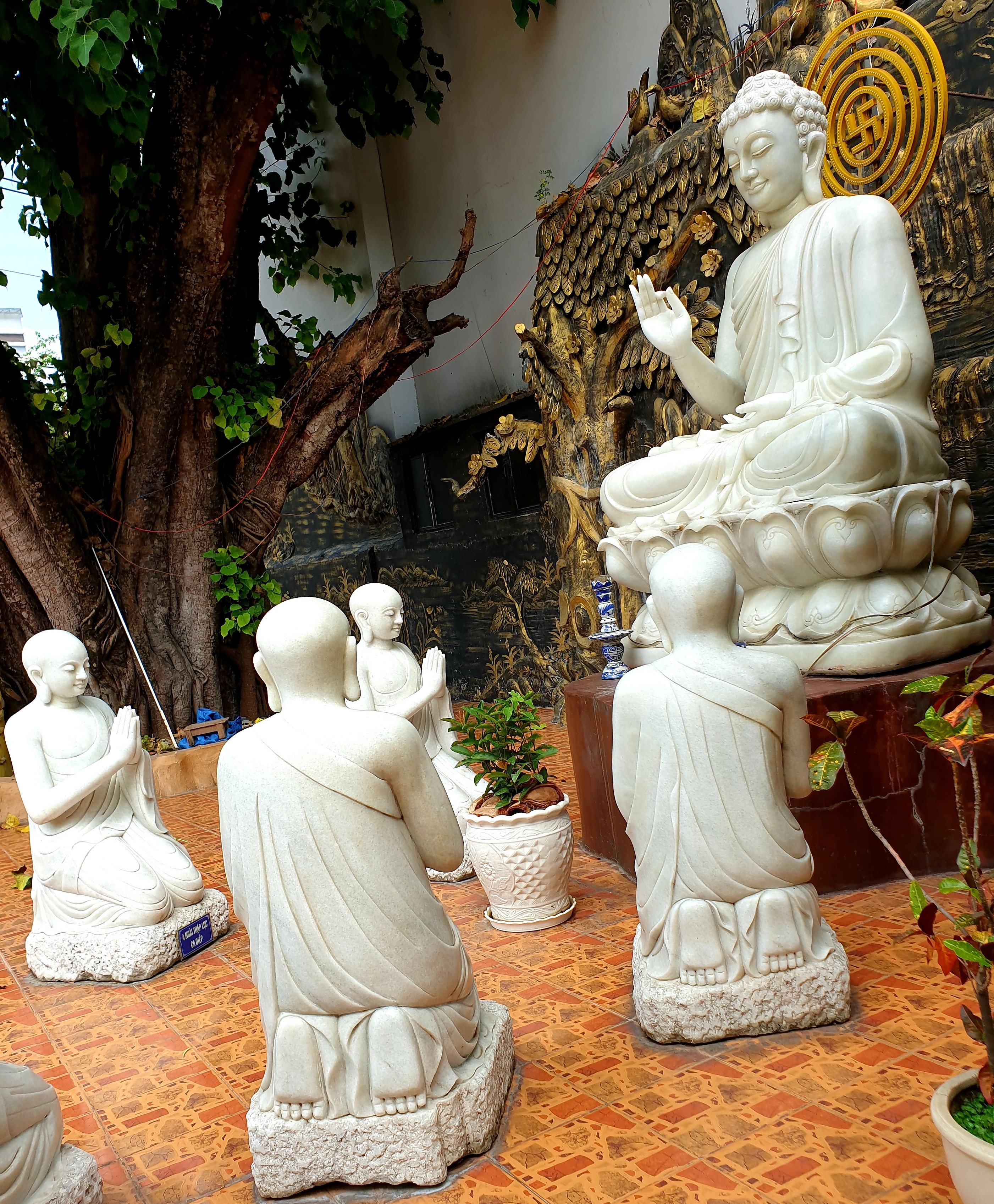
Cảnh phục dựng Đức Phật có bài giảng pháp đầu tiên (Chuyển Pháp luân) tại chùa Bảo Thắng ở Thủ Đức

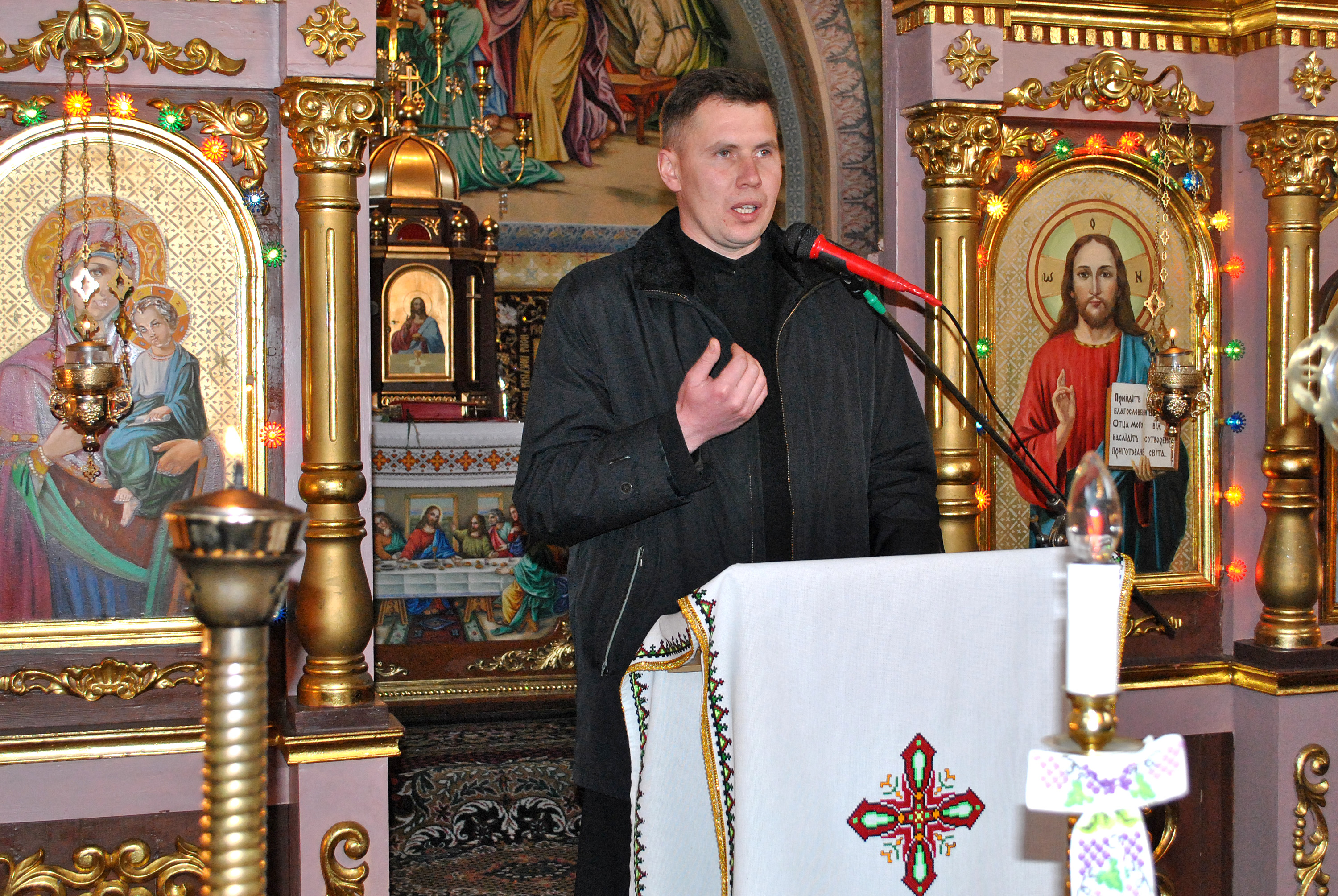
Một linh mục đang thuyết giảng

Bài thuyết giáo (Sermon) hay còn gọi là Bài giảng đạo hay Bài thuyết pháp là một bài diễn thuyết tôn giáo hoặc một bài văn tế được một nhà thuyết giáo, thường là giáo sĩ thuyết giảng cho các tín nhân. Hoạt động thuyết giảng được gọi là giảng đạo (Preaching). Các bài thuyết giảng đề cập đến một chủ đề tôn giáo như kinh thánh, thần học hoặc đạo đức tôn giáo để giảng giải về một niềm tin, lề luật hoặc hành vi trong cả bối cảnh quá khứ và hiện tại (kiếp trước, kiếp này và kiếp sau). Các yếu tố của bài giảng đạo thường bao gồm thuyết giảng giải kinh, truyền giáo, hô hào, khích lệ thực hành. Trong Phật giáo thì bài thuyết giảng được gọi là Pháp thoại (Dharma talk/法語) cho các Phật tử nghe Pháp để nhằm tu tâm dưỡng tánh (Pháp thoại khai tâm). Trong Hồi giáo thì các bài thuyết giảng được gọi là Khutbah (خطبة) đóng vai trò là dịp chính thức đầu tiên để thuyết giảng trước công chúng theo truyền thống Hồi giáo. Trong cách dùng thế tục, từ giảng đạo thường ám chỉ bỉ bôi đến một bài dạy đời về đạo đức khi chỉ một cuộc nói chuyện dài dòng lê thê để mà ai đó lên lớp khuyên người khác nên cư xử như thế này thế nọ để trở nên tốt hơn.
Trong thực hành Cơ Đốc giáo, một bài giảng thường được thuyết giảng cho cộng đoàn ở một nơi thờ phượng, có đặc điểm kiến trúc đội cao được gọi là bục giảng hoặc một chỗ từ phía sau bục giảng. Kinh thánh Cơ đốc giáo chứa nhiều bài thuyết không có lời xen kẽ mà một số người cho là bài thuyết giáo như Bài giảng trên núi của Chúa Giê-su trong Ma-thi-ơ 5–7 (mặc dù các tác giả Phúc âm không gọi cụ thể nó là một bài giảng, lối mô tả phổ biến về bài giảng đạo của Chúa Giê-su xuất hiện muộn hơn nhiều) và bài giảng đạo của thánh Peter sau Lễ Ngũ tuần trong Công vụ 2:14–40 (mặc dù bài này được gửi đến cho những người không theo đạo Thiên chúa và do đó không hoàn toàn giống với một bài giảng đạo). Trong các xã hội, cộng đồng có tỷ lệ biết đọc biết viết thấp, thói quen thờ cúng trong cộng đồng phổ biến và/hoặc phương tiện truyền thông đại chúng bị hạn chế, việc rao giảng các bài giảng đạo trên toàn mạng lưới các giáo đoàn có thể có tính thông tin và quy định quan trọng về chức năng tuyên truyền cho cả dân sự và các cơ quan quản lý tôn giáo có thể đề ra quy định về cách thức, tần suất, địa điểm, việc cấp phép giảng dạy, nhân sự thuyết giảng và nội dung rao giảng cho phù hợp để thực hiện công tác quản lý.